# Hémosidérine

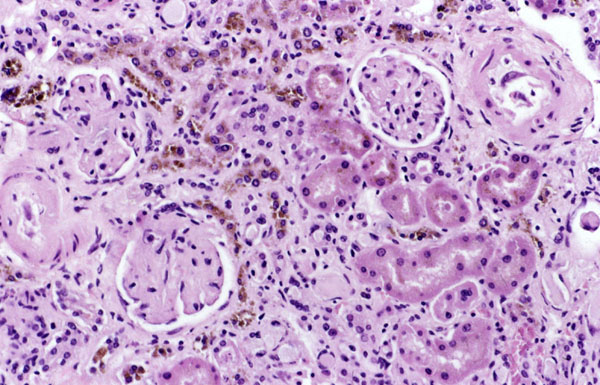
Détail d'un rein vu au microscope. Les zones brunes contiennent de l'hémosidérine.

L'hémosidérine est une substance moléculaire complexe de stockage du fer chez les animaux. Elle constitue une forme de stockage insoluble du fer, dont la mobilisation est plus lente que pour le fer contenu dans les molécules de ferritine libres. Sa composition n'est pas fixe, elle est formée par un agrégat de plusieurs centaines à plusieurs milliers de molécules de ferritine, de protéines dénaturées et de lipides. 
C'est un pigment contenant de l'hydroxyde ferrique. Sans coloration, l'hémosidérine constitue un pigment brun-rouille en mottes pulvérulentes, granulaires. 25-35 % du fer total de l'organisme est contenu dans ces pigments. 
Le terme est issu du grec haima, le sang, et sideras, le fer. Elle a aussi été appelée Pigment ocre de Kelsch et Kiener, Rubigine de Auscher et Lapicque ou Sidérine de Quincke.

## Mise en évidence
Sa mise en évidence s'effectue par la coloration de Perls : en milieu acide, les ions ferriques Fe3+ réagissent avec le ferrocyanure de potassium pour former un précipité de ferrocyanure ferrique, couleur bleu de Prusse. 
La propriété magnétique de l'hémosidérine conférée par l'ion Fe3+ est utilisée notamment en imagerie par résonance magnétique pour détecter des saignements récents ou anciens (pour les AVC).

## Localisation, cinétique corporelle
L'hémosidérine se retrouve dans les cellules du système phagocytaire mononucléaire. Elle se trouve aussi dans les foyers hémorragiques anciens ainsi que dans certaines maladies.
L'hémosidérine est souvent située dans le cytoplasme des macrophages appelés alors sidérophages, mais peut aussi siéger dans des cellules spécialisées, épithéliales (hépatocytes) ou musculaires (cardiomyocytes).

## Processus pathologique
Lors de la dégradation du globule rouge vieilli, l'hémoglobine est dissociée en hème et en globine. L'hème se scinde pour donner un noyau coloré (constitué principalement de bilirubine) et un noyau ferrique. Ce fer est associé à de la ferritine et à de l'hémosidérine puis est stocké dans le macrophage en vue de sa réutilisation. La nécrose par surcharge massive des cellules concernées peut s'accompagner d'une inflammation chronique et d'une fibrose.
L'accumulation d'hémosidérine dans un tissu ou dans des cellules constitue une hémosidérose. 

## Source bibliographique
- Garnier Delamare, Dictionnaire illustré des termes de médecine.